# Rezerwat słonoroślowy

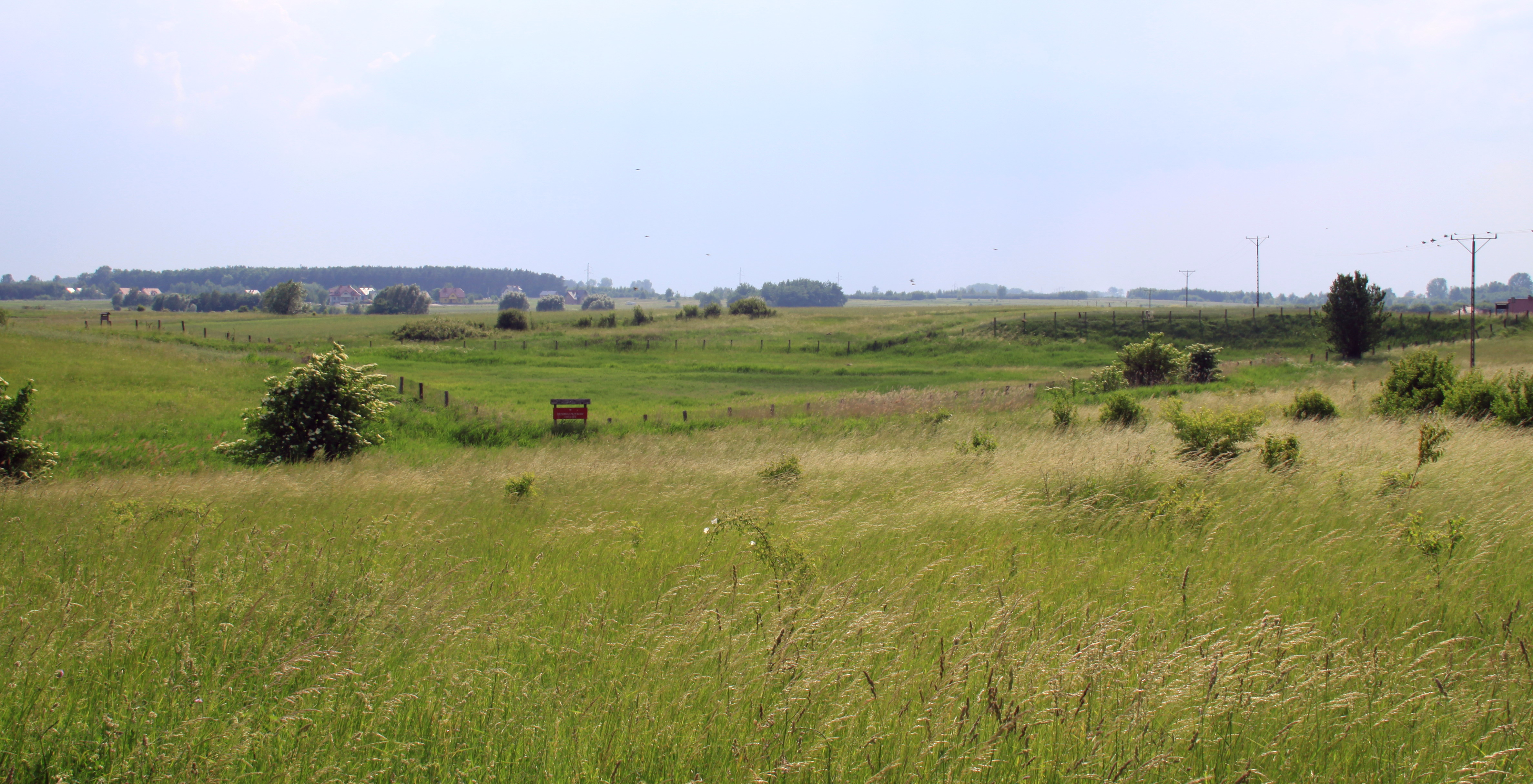
Słonoroślowy rezerwat przyrody Owczary

Rezerwat słonoroślowy (halofilny) – forma rezerwatu przyrody w Polsce, którego celem jest ochrona halofitów (słonorośli). W Polsce to najrzadszy typ rezerwatu, obejmujący do 2013 zaledwie 4 rezerwaty o łącznej powierzchni ochrony częściowej 51 ha. Po likwidacji rezerwatu Błonie, pozostały trzy rezerwaty słonoroślowe o łącznej powierzchni 30 ha. Są to:
- rezerwat przyrody Owczary
- rezerwat przyrody Ciechocinek
- rezerwat przyrody Słone Łąki